# Jasna Góra (województwo łódzkie)

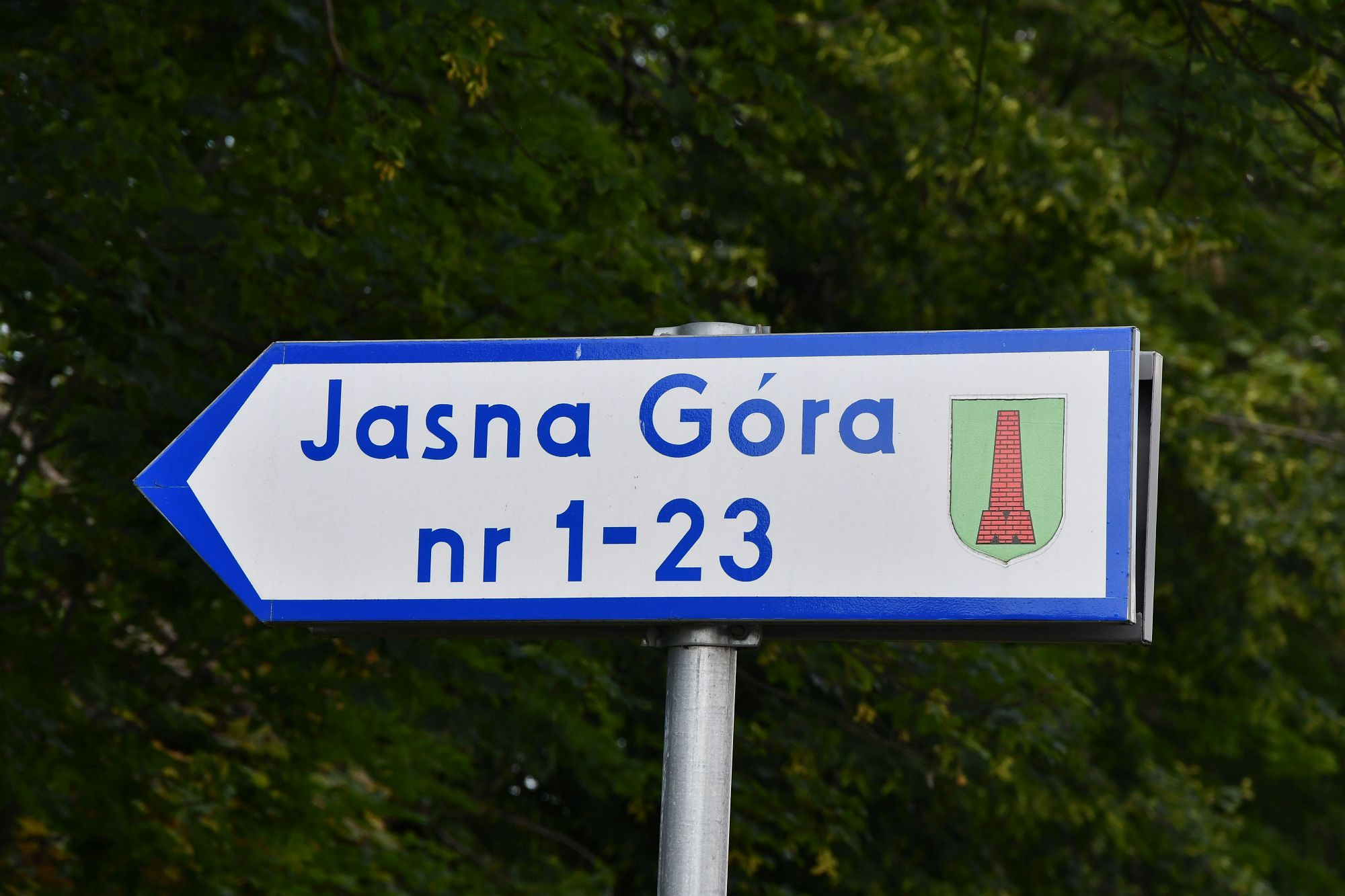
Drogowskaz – Jasna Góra, lipiec 2020

Jasna Góra – wieś w Polsce położona w województwie łódzkim, w powiecie wieluńskim, w gminie Mokrsko.
W latach 1975–1998 miejscowość administracyjnie należała do województwa sieradzkiego.